# Literatmosphäre
Die Literatmosphäre ist eine nicht SI-konforme Einheit der Energie.

## Definition
Eine Literatmosphäre entspricht der Arbeit, die erforderlich ist, um das Volumen eines Gases bei einem Druck von einer Atmosphäre um einen Liter zu verändern.